# Guillem IV de Montferrat
Guillem IV de Montferrat (també escrit:Guglielmo i Uvilielmus), fou marquès de Montferrat del 1084 al 1100.
Guillem era fill del marquès Otó II de Montferrat i de la seva esposa Constança de Savoia. No es coneix la seva data de naixement, però es calcula que probablement va ser entre el 1030 i el 1035.
El seu nom apareix per primera vegada en un documento del 1059, redactat a Savona, en el qual concreta els seus poders sobre la ciutat. A la mort del seu pare, esdevinguda el 1084, Otó el va succeir en el govern del marquesat de Montferrat.
En un altre o document, del 1093, està també present el seu nom. En aquest escrit, Enric IV de Francònia fa donació del monestir de Breme a l'església de Pavia i és esmentat com un dels testimonis presents.
El més important, però, dels documents on està el seu nom és datat el 15 de setembre del 1096 amb el qual concedeix a l'església de sant Esteve d'Allein els drets que ell posseïa sobre aquesta.
Es va casar amb Otta d'Aglié i van tenir tres fills, dels quals només es coneix el nom del seu successor: Renyer de Montferrat.